# هوگ چهارم سنت-پول
هوگ چهارم سنت-پول (انگلیسی: Hugh IV, Count of Saint-Pol; ۱ ژانویهٔ ۱۲۰۰ – ۱ ژانویهٔ ۱۲۰۵)، کنت سنت-پول از سال ۱۱۷۴ تا زمان مرگش و لرد دموتیکا در تراکیه بود. وی در جنگ صلیبی سوم و چهارم نیز شرکت کرده بود.